# دادزری
دادزری، روستایی از توابع بخش مرکزی شهرستان هیرمند در استان سیستان و بلوچستان ایران است. که بیشتر این روستارا قوم بلوچ (سنی وشیعن ) دادزری(نارویی) تشکیل داده اند ،و در ادامه تیره دادزری در شهر های زابل ،زاهدان و روستاهای شهرستان هیرمند(کرکو)و.. پراکنده هستند ،حسین دادزری کاندید شورای مجلس اسلامی ،و رئیس بانک کشاورزی خراسان و زاهدان از برجسته ترین افراد این قوم هست وبزرگ این تیره کدخدا محمد عمر دادزری ساکن شهرستان هیرمند روستای دادزری میباشد .

## جمعیت
این روستا در دهستان دوست‌محمد قرار دارد و براساس سرشماری مرکز آمار ایران در سال ۱۳۸۵، جمعیت آن ۱۲۲ نفر (۲۰خانوار) بوده‌است.و تیره دادزری ،کاملا تابع دین اسلام و مذهب شیعه و سنی میباشند طبق سرشماری .